# El prado de las estrellas
Pour plus de détails, voir Fiche technique et Distribution.
El prado de las estrellas (littéralement « le pré des étoiles ») est un film espagnol réalisé par Mario Camus, sorti en 2007.

## Synopsis
Alfonso, un retraité, visite Nanda, une voisine âgée qui s'est occupée de lui quand il était orphelin. Un jour, il rencontre Martín, un jeune cycliste et décide de l'aider à devenir sportif professionnel.

## Fiche technique
- Titre : El prado de las estrellas
- Réalisation : Mario Camus
- Scénario : Mario Camus
- Musique : Sebastián Mariné
- Photographie : Hans Burmann
- Montage : José María Biurrún
- Production : Nano Montero
- Société de production : Cre-Acción Films
- Pays :  Espagne
- Genre : Drame
- Durée : 85 minutes
- Dates de sortie : 
  -  Espagne : 1er novembre 2007 (festival international du film de Valladolid), 11 janvier 2008

## Distribution
- Álvaro de Luna : Alfonso
- Marián Aguilera : Luisa
- José Manuel Cervino : Tasio
- Antonio de la Torre : Ramiro
- Rodolfo Sancho : Mauri
- Mary González : Nanda
- Juan Margallo : Escobedo
- Óscar Abad : Martín
- Juan Del Santo : Amado Beotegui
- Carlos Chamarro : Pedro
- Jacobo Dicenta : Polo

## Distinctions
Le film a été nommé pour deux prix Goya.